# ان لي ني
ان لي ني (بالفرنسية: Anne Le Ny)‏ (و. 1969 – م) هي ممثلة، ومخرجة سينمائية، وكاتبة سيناريو من فرنسا .

## جوائز
حصلت على جوائز منها:
- فارس وسام الفنون والآداب.

## روابط خارجية
- ان لي ني على موقع IMDb (الإنجليزية)
- ان لي ني على موقع ميتاكريتيك (الإنجليزية)
- ان لي ني على موقع روتن توميتوز (الإنجليزية)
- ان لي ني على موقع قاعدة بيانات الأفلام العربية
- ان لي ني على موقع ألو سيني (الفرنسية)
- ان لي ني على موقع أول موفي (الإنجليزية)
- ان لي ني على موقع قاعدة بيانات الأفلام السويدية (السويدية)
- ان لي ني على موقع قاعدة بيانات الفيلم (الإنجليزية)
- ان لي ني على موقع كينوبويسك (الروسية)